# Kristen Kristensen
Kristen Kristensen (29. marts 1777 – 17. januar 1849) var en dansk litterat, boghandler og redaktør af Politivennen.
Kristen Kristensen blev født i København, hvor hans fader, Jacob Christensen, var brændevinsbrænder. Han blev student 1795 og studerede filologi, men da det pædagogiske seminarium oprettedes, forlod han studierne og var fra 1799 boghandler i nogle år. Han var medlem af Københavns Borgervæbning, og sammen med sin forgænger som redaktør af tidsskriftet Politivennen underviste han her. Han var premierløjtnant, kaptajn, eksercerinspektør (1815-1826) og major (fra omkring 1827). Herfra gik han som 52 årig på pension.
Udover sin militære karriere levede han af litterære arbejder og oversatte romaner, men udgav også Kjøbenhavns nye Lejrkrans (1807), Krigstildragelser og Anekdoter i Anledning af Englændernes Overfald (1808), Optegnelser om det kjøbenhavnske borgerlige Artillerikorps (1811), ved hvilket korps han 1817 blev kaptajn og 1826 major.
Mest bekendt er han som udgiver af Politivennen (1816-42), der en tid vistnok var det mest læste blad i København.
Om hans liv findes kun ganske få kilder, fx Jacob Gabriel Davidsen: Kjøbenhavnerliv (1889), s. 313-315, der ikke kan anses for ganske pålidelig, samt en ganske kort notits i bibliotekar ved det Kongelige Bibliotek E. C. Werlauffs Erindringer af mit Liv (fra Memoirer og Breve, XIII, 1910, s. 112). Udover de annoncer han indsatte i diverse samtidige aviser. Et forsøg på at sammenstykke hans liv findes på Politivennen Live Blogging.
Han ægtede 17. maj 1800 Sophie Helene Achilla Beeken (død 11. november 1843), søster til hofboghandler Jens Lorentz Beeken. Med hvem han havde to døtre: Emilia (Emilie) Louise Caroline Kristensen, 27 august 1803 - 27 november 1884 og Johanne Ida Mathilde Kristensen, 22 maj 1808 - 19 december 1895.